# Marius Kižys
Marius Kižys (ur. 21 lutego 1982 r. w Wilnie) – litewski piłkarz występujący na pozycji pomocnika.

## Kariera
Profesjonalną karierę Marius Kižys zaczynał w Žalgirisie Wilno, gdzie grał w latach 2001–2003. Następnie przeszedł do FBK Kowno, lecz tu rozegrał zaledwie 1 mecz i przeniósł się do FK Šilutė. W tym zespole radził sobie bardzo poprawnie - w 11 meczach strzelił 6 goli, po czym przeszedł do czołowego szkockiego klubu Heart of Midlothian FC, którego właścicielem jest litewski biznesmen Vladimir Romanov. W Edynburgu nie zrobił jednak kariery i już po 7 meczach wrócił do poprzedniej drużyny, czyli FK Šilutė. W rodzimej lidze radził sobie na tyle dobrze, że 25-letnim pomocnikiem zainteresował się Łódzki KS, gdzie Litwin grał od rundy wiosennej sezonu 2006/2007. W Orange Ekstraklasie Kižys debiutował w meczu 16. kolejki pomiędzy Pogonią Szczecin a ŁKS-em, wygranym przez zawodników z Łodzi 1-0. Litwin grał 60 min. i dostał żółtą kartkę. Pierwszego gola dla nowego klubu strzelił w spotkaniu 19. kolejki z Legią Warszawa, który jednak nic Łodzianom nie dał, bo i tak przegrali 1-2. Przed sezonem 2007/08 przeszedł z dotkniętego kryzysem finansowym ŁKS do Górnika Zabrze, w którym spędził 2,5 roku. Od wiosny 2010 roku jest piłkarzem litewskiego klubu Tauras Taurogi.
Kiżys otrzymał powołanie na zgrupowanie kadry przed eliminacyjnymi meczami z Gruzją i Włochami.